# Gmina Kihnu
Gmina Kihnu (est. Kihnu vald) – gmina wiejska w Estonii, w prowincji Parnawa na wyspie Kihnu.
W skład gminy wchodzą:
- 4 wsie: Lemsi, Linaküla, Rootsiküla, Sääre